# Hans-Jochem Steim

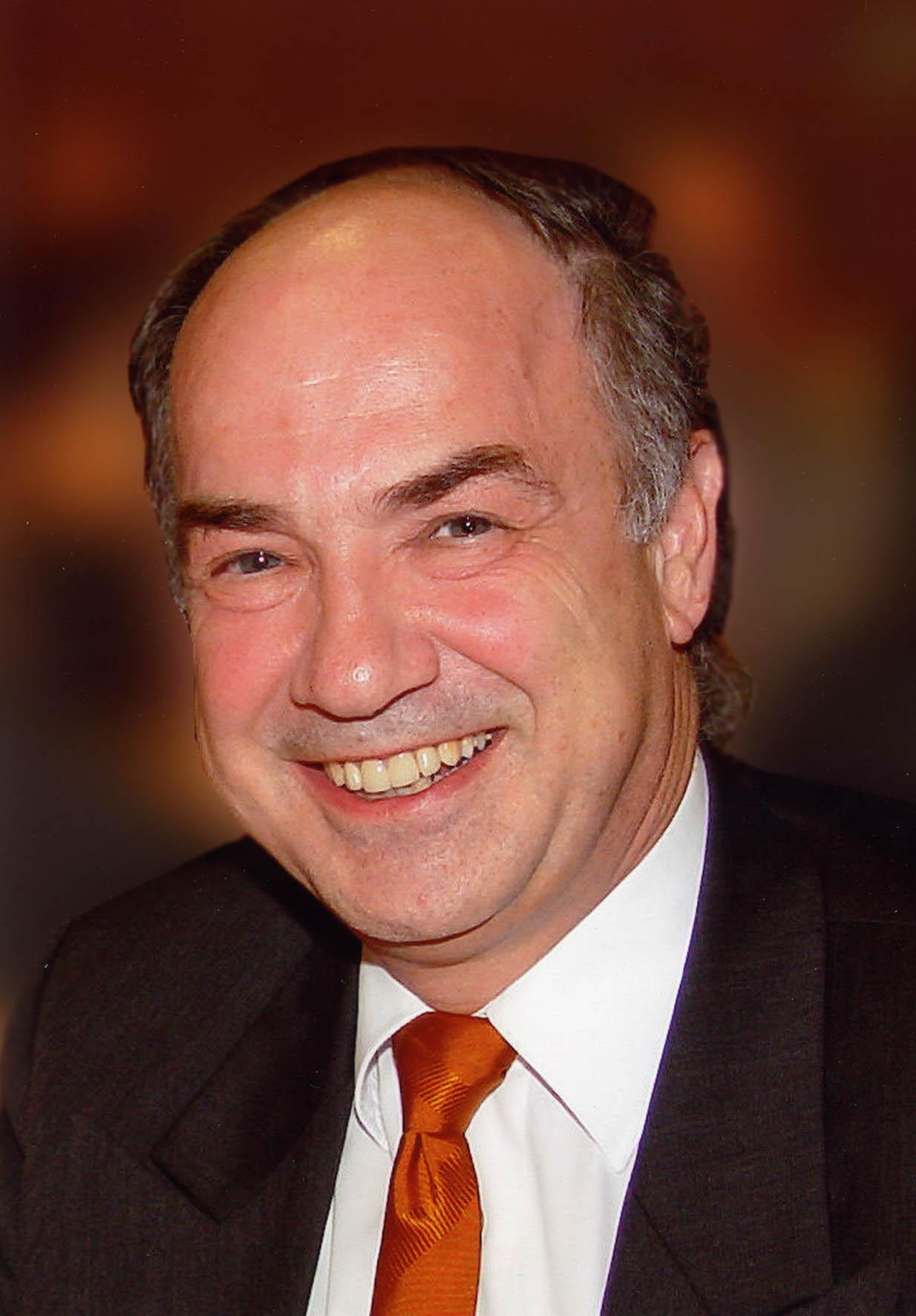
Hans-Jochem Steim (2007)

Hans-Jochem Steim (* 20. November 1942 in Schramberg) ist ein deutscher Unternehmer und Politiker (CDU), Mitglied des Landtages von Baden-Württemberg (1996–2006) und seit 2007 Ehrenbürger seiner Heimatstadt Schramberg.

## Beruflicher Werdegang
Nach dem Abitur am Gymnasium Schramberg 1961 studierte Steim Ingenieurwissenschaften in Frankfurt am Main, Karlsruhe und München. Daneben absolvierte er Auslandspraktika in Schweden und Kanada und als Maschinenreiniger auf einem Handelsschiff auf hoher See. Er wurde Mitglied des Corps Austria Frankfurt am Main (1961) und des Corps Isaria (1966). Den Abschluss als Diplomingenieur im Fachbereich Allgemeiner Maschinenbau machte Steim 1967 an der Universität Karlsruhe und arbeitete bis 1970 als wissenschaftlicher Mitarbeiter am dortigen Institut für Werkstoffkunde. 1970 wurde er mit einer Doktorarbeit auf dem Gebiet der Stahlhärtung zum Dr.-Ing. promoviert.

## Berufliche Tätigkeiten
Seit 1970 ist Hans-Jochem Steim im Familienunternehmen Kern-Liebers, heute Kern-Liebers Firmengruppe, in Schramberg beschäftigt. Der Betrieb wurde von seinem Urgroßvater Hugo Kern 1888 als Produktionsstätte für Zugfedern für die Schwarzwälder Uhrenindustrie gegründet und im 20. Jahrhundert durch seinen Vater, Kurt Steim zu einem führenden Unternehmen geführt. 1991 wurde Steim Vorsitzender der Geschäftsführung. Das Unternehmen hat 1700 Beschäftigte in Schramberg und über 5900 weltweit. Seit Juli 2010 ist Steim Vorsitzender des Verwaltungsrats der Firma.
Von 1975 bis 1978 baute Steim in den USA die erste von mittlerweile 50 Tochterfirmen auf.

Er war bis 2008 Präsident des deutschen und europäischen Federnverbandes, ist weiterhin als Ehrenmitglied im Präsidium des Deutschen Federnverbandes. Steim war bis 2015 Aufsichtsratsmitglied und ist weiterhin Beiratsmitglied der Landesbank Baden-Württemberg in Stuttgart.

Am 1. Februar 2009 übernahm Steim den insolventen Uhrenhersteller Junghans in seiner Heimatstadt Schramberg, als dessen Zulieferer sein Urgroßvater begonnen hatte.

## Politischer Lebenslauf

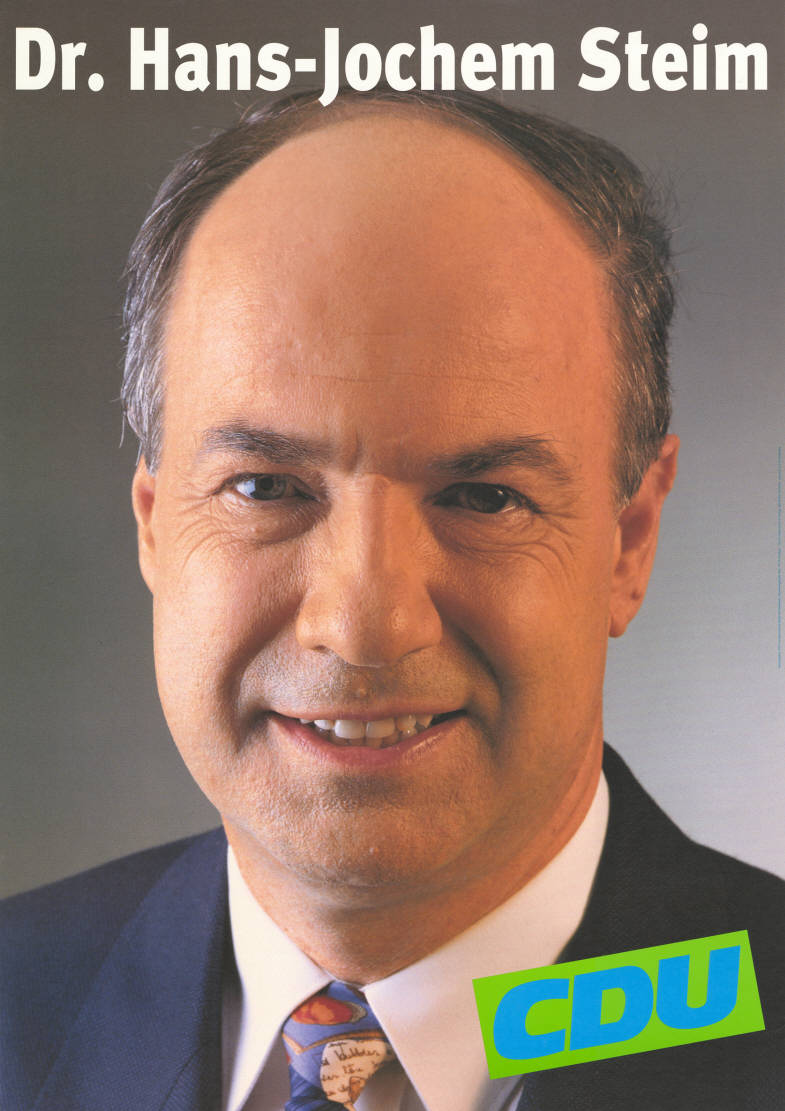
Kandidatenplakat zur Landtagswahl in Baden-Württemberg 1996

1967/1968 war Steim AStA-Vorsitzender an der Universität Karlsruhe und setzte sich mit den Achtundsechzigern unter seinen Mitstudenten kritisch auseinander. 1970 wurde er Mitglied der CDU.
Von 1971 bis 1975 und 1980 bis 1989 war Steim Mitglied des Schramberger Gemeinderats und von 1989 bis 1996 Mitglied des Rottweiler Kreistags.
Von 1996 bis 2006 war er Mitglied des Landtages von Baden-Württemberg.
Er ist seit 1983 Vorstandsmitglied des CDU-Wirtschaftsrates der Sektion Rottweil/Tuttlingen.

## Ehrenämter und Ehrungen – Familie
Hans-Jochem Steim war und ist in vielfältigen Funktionen ehrenamtlich tätig, so als Vorstandsmitglied der Kunststiftung Hohenkarpfen für die Region Schwarzwald-Baar-Heuberg. Von 1980 bis 1993 war Steim Jugendwart des Schwarzwaldvereins Ortsgruppe Schramberg und ist seit 1980 im Vorstand des Roten Kreuzes, Ortsverein Schramberg, davon 12 Jahre zweiter und 9 Jahre erster Vorsitzende, heute Ehrenmitglied.
Von 1980 bis 2003 war er Mitglied und zeitweise alternierender Vorsitzender der Vertreterversammlung bzw. des Bezirksbeirats der AOK, Kreis Rottweil. In Anerkennung seiner Verdienste als Unternehmer in der Volksrepublik China wurde er 2005 Ehrenbürger der Stadt Taicang, Provinz Jiangsu.
Seit 15. November 2007 ist Steim Ehrenbürger der Stadt Schramberg. 2014 wurde Steim mit dem Ehrenpreis der Deutschen Gesellschaft für Chronometrie für seine Verdienste um die Rettung der Firma Junghans in Schramberg ausgezeichnet.
Hans-Jochem Steim ist seit 2015 verwitwet und hat drei Kinder. Er ist der Sohn von Kurt Steim.

## Autosammlung Steim
Steim ist passionierter Sammler von Oldtimern. Die von ihm gegründete privatrechtliche Hans-Jochem-Steim-Stiftung betreibt in Schramberg seit Mai 2007 ein Automuseum mit über 100 Oldtimern auf 3000 m² Ausstellungsfläche. Seit März 2010 tritt die Autosammlung Steim zusammen mit dem Auto- und Uhrenmuseum und dem Dieselmuseum unter der gemeinsamen Bezeichnung Auto & Uhrenwelt Schramberg auf.